# Julio Chávez
Julio Alberto Hirsch (Buenos Aires, 14 de julio de 1956) más conocido como Julio Chávez es un actor, autor y director de cine y teatro argentino. Es, además, artista plástico y formador de actores de teatro. Posee una larga trayectoria en el teatro, como actor tanto como director. Protagonizó varias películas en el cine y series en la televisión. Es ganador de numerosos premios, entre ellos el Oso de Plata en el Festival de Cine de Berlín, el Premio Platino, tres Cóndor de Plata, el ACE de Oro, cuatro Martín Fierro, el Premio Clarín Espectáculos a la Figura del Año y el Premio Konex de Platino. Además dirige el "Instituto de Entrenamiento Actoral" que lleva su nombre, en la ciudad de Buenos Aires.
Con su obra La cabra, que dirigió y coprotagonizó, ganó cinco Premios Estrella de Mar y el Estrella de Mar de Oro.

## Biografía
Julio Chávez nació en el barrio de Nuñez, en Buenos Aires, en una familia de clase media. De niño soñaba con ser bioquímico.
Estudió teatro, entre otros, con Agustín Alezzo, quien años más tarde lo dirigiría en la obra de teatro que le valió el Premio ACE de Oro: Yo soy mi propia mujer. Otras obras de teatro en las que actuó fueron El vestidor junto a Federico Luppi, Sweeney Todd, La cabra y Red, entre otras.
Participó en películas como La película del rey, Un oso rojo y El custodio; y en programas de televisión como Tratame bien (junto a Cecilia Roth), la aclamada serie El puntero y Farsantes.

## Formación artística
- 1974 - 1976 Conservatorio Nacional de Arte Dramático
- 1976 - 1979 Actuación: Luis Agustoni
- 1978 - 1982 Actuación: Agustín Alezzo
- 1982 Coprotagoniza varios "especiales" protagonizados por la actriz Thelma Biral en ATC (Argentina Televisora Color, actual Canal 7 de Buenos Aires). Dirección: Carlos Gandolfo
- 1980 - 1981 Dirección: Agustín Alezzo
- 1982 - 1984 Actuación: Carlos Gandolfo
- 1981 - 1996 Actuación: Augusto Fernandes
- 1991 - Dirección: Augusto Fernandes

## Teatro

### Baal
En el año 2005 Julio Chávez convocó a 18 actores para conformar un elenco estable. En 2006 se decidió denominar "Baal" a la compañía, en homenaje a la primera obra teatral escrita por el dramaturgo alemán Bertolt Brecht. Desde su formación, Baal estrenó en el teatro El Camarín de las Musas las obras "La de Vicente López" y "Como quien mata a un perro", ambas escritas y dirigidas por Julio Chávez (la segunda de ellas coescrita junto a Camila Mansilla).
| Año       | Obra                         | Dirección                      | Notas                                                     |
| --------- | ---------------------------- | ------------------------------ | --------------------------------------------------------- |
| 1976      | Lazarillo de Tormes          | Luis Agustoni                  | Lazarillo de Tormes                                       |
| 1977      | El cuidador                  | Luis Agustoni                  | Rubén                                                     |
| 1978      | El sí de las niñas           | José María Vilches             | Simón                                                     |
| 1979      | Pic-nic                      | Hugo Urquijo                   | Howard Bevans                                             |
| 1980      | Informe para una academia    | Carlos Gandolfo                | Mono protagonista                                         |
| 1980      | Homenaje                     | Carlos Gandolfo                | Scottie Templeton                                         |
| 1981      | El último premio             | Marcelo Silguero               | Daniel                                                    |
| 1985      | En boca cerrada              | Agustín Alezzo                 |                                                           |
| 1988      | Fausto                       | Augusto Fernandes              |                                                           |
| 1989      | El Pelícano                  | David Amitín                   |                                                           |
| 1994      | Madera de reyes              | Augusto Fernandes              |                                                           |
| 1996      | La gaviota                   | Augusto Fernandes              | Tréplev                                                   |
| 1997-1999 | El vestidor                  | Miguel Cavia                   | Norman                                                    |
| 2003      | Maldita sea (la hora)        |                                | Dirección y autoría                                       |
| 2003      | Angelito Pena                |                                | Dirección y autoría                                       |
| 2004      | Rancho - Una historia aparte |                                | Dirección y autoría                                       |
| 2005      | Mi propio niño Dios          |                                | Dirección, autoría e intérprete (Víctor)                  |
| 2005-2006 | Ella en mi cabeza            | Oscar Martínez                 | Adrián                                                    |
| 2007-2008 | Yo soy mi propia mujer       | Agustín Alezzo                 | Charlotte von Mahlsdorf                                   |
| 2007-2009 | La de Vicente López          |                                | Dirección y autoría                                       |
| 2008      | Como quien mata a un perro   |                                | Dirección y autoría                                       |
| 2009      | Angelito Pena                |                                | Dirección y autoría                                       |
| 2010-2011 | Sweeney Todd                 | Ricky Pashkus y Alberto Favero | Sweeney Todd                                              |
| 2012      | La cabra                     | Julio Chavez                   | Dirección, autoría e intérprete (Charlie)                 |
| 2014-2015 | Red                          | Daniel Barone                  | Mark Rothko                                               |
| 2016      | Yo soy mi propia mujer       | Agustín Alezzo                 | Charlotte von Mahlsdorf                                   |
| 2017-2018 | Un rato con él               | Daniel Barone                  | Autoría, dirección e intérprete (Gregorio)                |
| 2019      | La de Vicente López          | Daniel Barone                  | Autoría y dirección                                       |
| 2020      | Después de nosotros          | Daniel Barone                  | Autoría e intérprete (Juan Oribe)                         |
| 2021      | Inés                         | Julio Chavez y Camila Mansilla | Dirección y autoría                                       |
| 2022-2023 | Yo soy mi propia mujer       | Julio Chavez                   | Dirección, autoría e intérprete (Charlotte von Mahlsdorf) |
| 2024      | Lo Sagrado                   | Julio Chavez y Camila Mansilla | Dirección, autoría e intérprete (Rafael)                  |
| 2025      | La Ballena                   | Ricky Pashkus                  | Charlie                                                   |

## Filmografía
| Año  | Título                                 | Personaje                                                       | Director                             | Notas               |
| ---- | -------------------------------------- | --------------------------------------------------------------- | ------------------------------------ | ------------------- |
| 1973 | La malavida                            |                                                                 | Hugo Fregonese                       |                     |
| 1976 | No toquen a la nena                    | Willy                                                           | Juan José Jusid                      |                     |
| 1977 | La nueva cigarra                       |                                                                 | Fernando Siro                        |                     |
| 1978 | La parte del león                      | El Nene                                                         | Adolfo Aristarain                    |                     |
| 1982 | Señora de nadie                        | Pablo Toledo                                                    | María Luisa Bemberg                  |                     |
| 1986 | La película del rey                    | David Vass                                                      | Carlos Sorín                         |                     |
| 1993 | Refugio en la ciudad                   | Juan                                                            | Gregorio Cramer                      | Cortometraje        |
| 1993 | Un muro de silencio                    | Julio / Patricio                                                | Lita Stantic                         |                     |
| 1994 | El acompañante                         | Martín                                                          | Alejandro Maci                       | Cortometraje        |
| 1999 | El visitante                           | Pedro Marin                                                     | Javier Olivera                       |                     |
| 2001 | La sombra                              |                                                                 | Nicolás Tuozzo                       | Cortometraje        |
| 2002 | Un oso rojo                            | Oso                                                             | Adrián Caetano                       |                     |
| 2003 | Extraño                                | Axel                                                            | Santiago Loza                        |                     |
| 2005 | El custodio                            | Rubén                                                           | Rodrigo Moreno                       |                     |
| 2007 | 4 de julio: la masacre de San Patricio | Narrador                                                        | Juan Pablo Young y Pablo Zubizarreta |                     |
| 2007 | El otro                                | Juan Desouza / Manuel Salazar / Emilio Branelli / Lucio Morales | Ariel Rotter                         |                     |
| 2017 | El Pampero                             | Fernando                                                        | Matías Lucchesi                      |                     |
| 2022 | Cuando la miro                         | Javier                                                          | Julio Chavez                         | Dirección y autoría |
| 2023 | Partió de mí un barco llevándome       | Él mismo                                                        | Cecilia Kang                         |                     |

## Televisión
| Año       | Título                      | Canal    | Personaje                      | Notas                | Episodio/s    |
| --------- | --------------------------- | -------- | ------------------------------ | -------------------- | ------------- |
| 1973      | Alguien como vos            | Canal 13 | Julio                          | Personaje secundario | 10 episodios  |
| 1973-1974 | Alguien como usted          | Canal 13 | Pablo Rodríguez                | Personaje secundario | 19 episodios  |
| 1981      | Gabriela                    | ATC      | Claudio Saavedra               | Protagonista         | 66 episodios  |
| 1982      | Los siete pecados capitales | ATC      | Sergio                         | Recurrente           | 2 episodios   |
| 1985-1986 | Rompecabezas                | Canal 11 | Ismael                         | Personaje secundario | 39 episodios  |
| 1990      | Le roi de Patagonie         | France 3 | Pikkendorf                     | Recurrente           | 4 episodios   |
| 1992-1993 | Zona de riesgo              | Canal 13 | Bruno                          | Personaje secundario | 63 episodios  |
| 1996      | De poeta y de loco          | Canal 13 | Antonio                        | Coprotagonista       | 37 episodios  |
| 1997      | Archivo Negro               | Canal 13 | Mateo                          | Protagonista         | 20 episodios  |
| 2004-2009 | Epitafios                   | HBO      | Renzo Márquez                  | Protagonista         | 26 episodios  |
| 2009      | Tratame bien                | El Trece | José Chokaklian                | Protagonista         | 37 episodios  |
| 2011      | El puntero                  | El Trece | Pablo Aldo "El Gitano" Perotti | Protagonista         | 39 episodios  |
| 2013-2014 | Farsantes                   | El Trece | Guillermo Graziani             | Protagonista         | 125 episodios |
| 2015      | Signos                      | El Trece | Antonio Cruz                   | Protagonista         | 16 episodios  |
| 2017      | El maestro                  | El Trece | Abel Prat                      | Protagonista         | 12 episodios  |
| 2018      | El host                     | FOX      | Él mismo                       | Invitado             | 1 episodio    |
| 2019-2021 | El Tigre Verón              | El Trece | Miguel "El Tigre" Verón        | Protagonista         | 20 episodios  |

## Premios y nominaciones
| Año  | Premiación                                                         | Categoría                                         | Trabajo nominado                                      | Resultado |
| ---- | ------------------------------------------------------------------ | ------------------------------------------------- | ----------------------------------------------------- | --------- |
| 1976 | Festival de la Coruña                                              | Mejor actor                                       | No toquen a la nena                                   | Ganador   |
| 1980 | Premio Molière                                                     | Mejor actor del año                               | Homenaje                                              | Nominado  |
| 1982 | Premios ACCA                                                       | Mejor actor de reparto                            | Señora de nadie                                       | Nominado  |
| 1982 | Festival Panamá                                                    | Mejor actor de reparto                            | Señora de nadie                                       | Ganador   |
| 1982 | Platea '82                                                         | Mejor actor de reparto                            | Señora de nadie                                       | Ganador   |
| 1986 | Platea '86                                                         | Mejor actor del año                               | La película del rey                                   | Ganador   |
| 1987 | Coca Cola de las Artes y de las Ciencias                           | Mejor actor del año                               | La película del rey                                   | Ganador   |
| 1997 | Premios ACE                                                        | Mejor actor de drama                              | El vestidor                                           | Ganador   |
| 1997 | Premio Trinidad Guevara                                            | Mejor actor protagónico                           | El vestidor                                           | Nominado  |
| 1998 | Premio María Guerrero                                              | Mejor actor protagónico                           | El vestidor                                           | Nominado  |
| 1998 | Premio Ignacio López Tarso                                         | Mejor actor protagónico                           | El vestidor                                           | Ganador   |
| 1998 | Premio Broadcasting                                                | Mejor actor de TV                                 | Archivo negro                                         | Nominado  |
| 1998 | Premios Florencio Sánchez                                          | Mejor actor protagónico                           | El vestidor                                           | Ganador   |
| 1998 | Premios Martín Fierro                                              | Mejor actor protagónico                           | Archivo negro                                         | Ganador   |
| 1999 | Premios Cóndor de Plata                                            | Mejor actor protagónico                           | El visitante                                          | Nominado  |
| 2002 | Festival de Biarritz                                               | Mejor actor protagónico                           | Un oso rojo                                           | Ganador   |
| 2002 | Premios Clarín                                                     | Mejor actor protagónico en cine                   | Un oso rojo                                           | Ganador   |
| 2003 | Premios Cóndor de Plata                                            | Mejor actor protagónico                           | Un oso rojo                                           | Ganador   |
| 2005 | Premios Clarín                                                     | Mejor actor protagónico del año                   | Ella en mi cabeza                                     | Nominado  |
| 2005 | Teatro del Mundo                                                   | Mejor actor protagónico del año                   | Ella en mi cabeza                                     | Ganador   |
| 2005 | Escuela de Espectadores                                            | Mejor actor protagónico del año                   | Ella en mi cabeza                                     | Ganador   |
| 2005 | Premios ACE                                                        | Mejor actor protagónico del año                   | Ella en mi cabeza                                     | Nominado  |
| 2006 | Festival Internacional del Nuevo Cine Latinoamericano de La Habana | Mejor actor                                       | El custodio                                           | Ganador   |
| 2006 | Festival de Cine de Lima                                           | Mejor actor                                       | El custodio                                           | Ganador   |
| 2006 | Festival de cine CEARA                                             | Mejor actor                                       | El custodio                                           | Ganador   |
| 2006 | Festival de Cine de Bogotá                                         | Mejor actor                                       | El custodio                                           | Ganador   |
| 2006 | Festival Internacional de Cine de Berlín                           | Mejor actor                                       | El otro                                               | Ganador   |
| 2007 | Premios Cóndor de Plata                                            | Mejor actor protagónico                           | El custodio                                           | Ganador   |
| 2007 | Premios ACE                                                        | ACE de Oro                                        | Yo soy mi propia mujer La de Vicente López            | Ganador   |
| 2007 | Premios ACE                                                        | Mejor director de espectáculo Off                 | La de Vicente López                                   | Ganador   |
| 2007 | Premios ACE                                                        | Actor de unipersonal                              | Yo soy mi propia mujer                                | Ganador   |
| 2007 | Premio Sur                                                         | Mejor actor                                       | El otro                                               | Ganador   |
| 2007 | Escuela de Espectadores                                            | Mejor actor                                       | Yo soy mi propia mujer                                | Ganador   |
| 2007 | Premios Clarín                                                     | Mejor actor de cine                               | El otro                                               | Ganador   |
| 2007 | Premios Clarín                                                     | Mejor actor de teatro                             | Yo soy mi propia mujer                                | Ganador   |
| 2007 | Premios Clarín                                                     | Figura del año                                    | El otro Yo soy mi propia mujer                        | Ganador   |
| 2008 | Premios Cóndor de Plata                                            | Mejor actor protagónico                           | El otro                                               | Ganador   |
| 2008 | Premios Martín Fierro                                              | Actor protagonista de unitario y/o miniserie      | Epitafios                                             | Nominado  |
| 2009 | Premios Clarín                                                     | Mejor actor de drama                              | Tratame bien                                          | Ganador   |
| 2009 | Premios Martín Fierro                                              | Actor protagonista de unitario y/o miniserie      | Tratame bien Epitafios                                | Ganador   |
| 2011 | Premios Konex                                                      | Konex de Platino                                  | Ella en mi cabeza Yo soy mi propia mujer Sweeney Todd | Ganador   |
| 2011 | Premios Tato                                                       | Actor protagónico                                 | El puntero                                            | Nominado  |
| 2012 | Premios Martín Fierro                                              | Actor protagonista de unitario y/o miniserie      | El puntero                                            | Ganador   |
| 2013 | Premios Estrella de Mar                                            | Estrella de Mar de Oro                            | La cabra                                              | Ganador   |
| 2013 | Premios Estrella de Mar                                            | Mejor actor de drama                              | La cabra                                              | Ganador   |
| 2013 | Premios Estrella de Mar                                            | Mejor director                                    | La cabra                                              | Ganador   |
| 2013 | Premios Tato                                                       | Actor protagónico en drama                        | Farsantes                                             | Ganador   |
| 2013 | Premios Martín Fierro                                              | Actor protagonista de ficción diaria / telenovela | Farsantes                                             | Ganador   |
| 2015 | Premios Tato                                                       | Actor protagónico                                 | Signos                                                | Nominado  |
| 2015 | Premios Martín Fierro                                              | Actor protagonista de unitario y/o miniserie      | Signos                                                | Nominado  |
| 2017 | Premios Tato                                                       | Actor protagónico — Unitario                      | El maestro                                            | Nominado  |
| 2017 | Premios Martín Fierro                                              | Actor protagonista de unitario y/o miniserie      | El maestro                                            | Nominado  |
| 2018 | Premios Platino                                                    | Interpretación Masculina en Miniserie o Teleserie | El maestro                                            | Ganador   |
| 2022 | Seminci                                                            | Punto de Encuentro — Espiga Arco Iris             | Cuando la miro                                        | Nominado  |
| 2022 | Festival de Cine Iberolatinoamericano de Trieste                   | Mejor Intérprete Ópera Prima                      | Cuando la miro                                        | Ganador   |
| 2022 | Festival Internacional de Cine MAFICI                              | Premio a la Trayectoria                           | Cuando la miro                                        | Ganador   |
| 2025 | Premio Martín Fierro de Teatro                                     | Premio a la Trayectoria                           | 50 años de teatro                                     | Ganador   |